# 不正行為
不正行為（ふせいこうい）とは、法律などの規範に従わない行為を指す。通常は何らかの罰が課せられ、中には重大な社会問題に発展するものもある。反則行為、不法行為も参照。メタ分析によれば、反社会性や暴力性は不正行為と小～中程度の相関がある。

## 概要
具体的な不正行為として、次のようなものがある。
- 不正乗車
- 盗作（剽窃）
- 不正な外国人研修生・技能実習生の受け入れ[2]
- 建設業者の不正行為[3]
- 科学における不正行為
  - 改竄、捏造、盗用（論文の剽窃、アイディアの盗用、記録の窃盗および複写）、ギフトオーサーシップなど
- 学業における不正行為
  - 学業不正、カンニング